# Susak
Susak is een klein Kroatisch eiland in het noorden van de Adriatische Zee. Susak ligt 7 kilometer ten zuidwesten van het eiland Lošinj en 10 km ten zuiden van het eiland Unije. De Italiaanse kust is ongeveer 120 km naar het zuidwesten. Het eiland is 3 km lang 1,5 km breed. Het hoogste punt is 98 meter boven de zeespiegel. Het eiland is geologisch gezien anders dan de andere Kroatische eilanden, aangezien Susak bestaat uit fijn zand op een rotsplatform. Men gaat ervan uit dat Susak in de laatste ijstijd aan het einde van de rivier de Po lag.
Op het eiland ligt één dorp, dat dezelfde naam draagt als het eiland. Hier woonden per 2001 188 mensen. Een grote groep emigranten woont in de VS, waarvan de meeste in New Jersey, Seattle en het gebied rond Washington. Er zijn zes veel voorkomende familienamen op Susak: Picinich, Mattesich, Morin, Bussanich, Scrivanich en Tarabocchia.